# Loud Tour
A Loud Tour Rihanna barbadosi énekesnő negyedik koncertturnéja volt, mellyel ötödik Loud című albumát népszerűsítette. 2010. december 7-én hivatalosan is meghirdették a turnét, amely 58 showból állt. Az első koncert helyszíne Baltimore 2011. június 4-én, míg az utolsó Lisszabon volt 2011. 17-én. A rendkívüli érdeklődésre való tekintettel többször is újabb Egyesült Királyságbeli állomást hirdettek meg. A turné során az énekesnő először látogatott el Magyarországra 2011. december 8-án.

## Nyitó előadók
- Willow Smith (Észak-Amerika)
- Jessie J (Egyesült Királyság és Írország)

## A turné állomásai
| Dátum                | Város           | Ország             | Helyszín                                  |
| -------------------- | --------------- | ------------------ | ----------------------------------------- |
| Észak-Amerika        |                 |                    |                                           |
| 2011. június 4.      | Baltimore       | Egyesült Államok   | 1st Mariner Arena                         |
| 2011. június 7.      | Toronto         | Kanada             | Air Canada Centre                         |
| 2011. június 28.     | Los Angeles     | Egyesült Államok   | Staples Center                            |
| 2011. június 30.     | Oakland         | Egyesült Államok   | Oracle Arena                              |
| 2011. július 19.     | Uniondale       | Egyesült Államok   | Nassau Coliseum                           |
| 2011. július 21.     | East Rutherford | Egyesült Államok   | Izod Center                               |
| 2011. július 23.     | Philadelphia    | Egyesült Államok   | Wells Fargo Center                        |
| Dél-Amerika          |                 |                    |                                           |
| 2011. szeptember 23. | Rio de Janeiro  | Brazília           | Parque Olímpico Cidade do Rock            |
| Európa               |                 |                    |                                           |
| 2011. szeptember 29. | Belfast         | Írország           | Odyssey Arena                             |
| 2011. szeptember 30. | Belfast         | Írország           | Odyssey Arena                             |
| 2011. október 1.     | Belfast         | Írország           | Odyssey Arena                             |
| 2011. október 3.     | Dublin          | Írország           | The O2 (Dublin)                           |
| 2011. október 5.     | London          | Egyesült Királyság | The O2                                    |
| 2011. október 6.     | London          | Egyesült Királyság | The O2                                    |
| 2011. október 7.     | Liverpool       | Egyesült Királyság | Echo Arena                                |
| 2011. október 9.     | Manchester      | Egyesült Királyság | Manchester Evening News Arena             |
| 2011. október 10.    | Glasgow         | Egyesült Királyság | Scottish Exhibition and Conference Centre |
| 2011. október 11.    | Glasgow         | Egyesült Királyság | Scottish Exhibition and Conference Centre |
| 2011. október 13.    | London          | Egyesült Királyság | The O2                                    |
| 2011. október 15.    | Birmingham      | Egyesült Királyság | LG Arena                                  |
| 2011. október 16.    | Newcastle       | Egyesült Királyság | Metro Radio Arena                         |
| 2011. október 19.    | Lyon            | Franciaország      | Halle Tony Garnier                        |
| 2011. október 20.    | Párizs          | Franciaország      | Palais Omnisports de Paris-Bercy          |
| 2011. október 21.    | Párizs          | Franciaország      | Palais Omnisports de Paris-Bercy          |
| 2011. október 22.    | Antwerpen       | Belgium            | Sportpaleis                               |
| 2011. október 25.    | München         | Németország        | Olympiahalle                              |
| 2011. október 26.    | Frankfurt       | Németország        | Festhalle                                 |
| 2011. október 28.    | Herning         | Dánia              | Jyske Bank Boxen                          |
| 2011. október 30.    | Oslo            | Norvégia           | Oslo Spektrum                             |
| 2011. október 31.    | Malmö           | Svédország         | Malmö Arena                               |
| 2011. november 1.    | Stockholm       | Svédország         | Ericsson Globe                            |
| 2011. november 2.    | Stockholm       | Svédország         | Ericsson Globe                            |
| 2011. november 4.    | Hannover        | Németország        | TUI Arena                                 |
| 2011. november 5.    | Lipcse          | Németország        | Arena Leipzig                             |
| 2011. november 7.    | Zürich          | Svájc              | Hallenstadion                             |
| 2011. november 8.    | Köln            | Németország        | Lanxess Arena                             |
| 2011. november 9.    | Arnhem          | Hollandia          | GelreDome                                 |
| 2011. november 11.   | Antwerpen       | Belgium            | Sportpaleis                               |
| 2011. november 13.   | London          | Egyesült Királyság | The O2                                    |
| 2011. november 14.   | London          | Egyesült Királyság | The O2                                    |
| 2011. november 15.   | London          | Egyesült Királyság | The O2                                    |
| 2011. november 18.   | Birmingham      | Egyesült Királyság | LG Arena                                  |
| 2011. november 19.   | Sheffield       | Egyesült Királyság | Sheffield Arena                           |
| 2011. november 21.   | Manchester      | Egyesült Királyság | Manchester Evening News Arena             |
| 2011. november 22.   | Nottingham      | Egyesült Királyság | Trent FM Arena                            |
| 2011. november 23.   | Glasgow         | Egyesült Királyság | Scottish Exhibition and Conference Centre |
| 2011. november 25.   | Dublin          | Írország           | The O2 (Dublin)                           |
| 2011. november 27.   | Newcastle       | Egyesült Királyság | Metro Radio Arena                         |
| 2011. november 28.   | Manchester      | Egyesült Királyság | Manchester Evening News Arena             |
| 2011. november 29.   | Birmingham      | Egyesült Királyság | NIA Arena                                 |
| 2011. december 2.    | Manchester      | Egyesült Királyság | Manchester Evening News Arena             |
| 2011. december 4.    | Hamburg         | Németország        | O2 World                                  |
| 2011. december 6.    | Łódź            | Lengyelország      | Atlas Arena                               |
| 2011. december 7.    | Prága           | Csehország         | O2 Arena                                  |
| 2011. december 8.    | Budapest        | Magyarország       | Papp László Budapest Sportaréna           |
| 2011. december 11.   | Torino          | Olaszország        | Torino Palasport Olimpico                 |
| 2011. december 14.   | Barcelona       | Spanyolország      | Palau Sant Jordi                          |
| 2011. december 15.   | Madrid          | Spanyolország      | Palacio de Deportes                       |
| 2011. december 17.   | Lisszabon       | Portugália         | Pavilhão Atlântico                        |

## Fordítás
- Ez a szócikk részben vagy egészben  a   Loud Tour 2011 című angol Wikipédia-szócikk fordításán alapul.  Az eredeti cikk szerkesztőit annak laptörténete sorolja fel. Ez a jelzés csupán a megfogalmazás eredetét és a szerzői jogokat jelzi, nem szolgál a cikkben szereplő információk forrásmegjelöléseként.